# 达涅利
达涅利（義大利語發音：[danˈjɛːli]）是冶金设备制造的世界三巨头企业之一。总部位于意大利东北部的小镇布特廖。在意大利、德国、法国、瑞典、泰国、中国、印度设有7家工厂。 业务范围涵盖了黑色冶金全过程以及有色冶金的许多领域。
世界上首创了“短流程”钢厂技术路线。

## 歷史
達涅利是於1914年由達涅利家所創立，總部設於意大利布雷西亞。當時達涅利是意大利率先使用電弧爐的意大利公司之一。但直至1955年，員工數目只得50人。
後來達涅利首創了「短流程」鋼廠技術路線，業務開始擴充，遍及北美、北非、蘇聯和東亞，並設有研發中心。